# اوله دروینسکی
اوله دروینسکی (انگلیسی: Oleh Derevinsky؛ زادهٔ ۱۷ ژوئیهٔ ۱۹۶۶) بازیکن فوتبال اهل اتحاد جماهیر شوروی سوسیالیستی است.
از باشگاه‌هایی که در آن بازی کرده‌است می‌توان به باشگاه فوتبال کریفباس کریفیی ریه، باشگاه فوتبال تمپ شپتیفکا، باشگاه فوتبال متالورگ زاپروژیا، باشگاه فوتبال ویسوا کراکوف، باشگاه فوتبال متالیست خارکوف، و باشگاه فوتبال دینامو کی‌یف اشاره کرد.